# Jérôme Dubus
Pour les articles homonymes, voir Dubus (homonymie).
Jérôme Dubus, né à Meaux (Seine-et-Marne) le 5 mars 1962, est un homme politique français.

## Parcours

### XXesiècle
Jérôme Dubus a commencé sa carrière auprès de Guy Drut, député de Seine-et-Marne, puis comme chargé de mission au sein du cabinet de Jacques Chirac à la mairie de Paris.
De 1992 à 1995, il a été directeur de programmes immobiliers au sein de la société Breguet, puis il a exercé la fonction de secrétaire général du Groupement des Professionnels Peintures et Finitions (au sein de la Fédération française du bâtiment ou FFB). Il a été de 2003 à mai 2015 délégué général du MEDEF Île-de-France. Il est aujourd'hui directeur général de la société MFRP.

### Années 2010
Le 4 juillet 2012, Jérôme Dubus a été nommé secrétaire national de l'UMP chargé de la croissance et des nouvelles libertés économiques.
Par ailleurs, Jérôme Dubus est conseiller de Paris Les Républicains.  
Pour la primaire présidentielle des Républicains de 2016, en février 2016 il soutient Alain Juppé, puis se rallie à Jean-François Copé en septembre 2016, avant de s'engager derrière François Fillon en novembre 2016. N'obtenant pas l'investiture de LR pour les élections législatives de juin 2017 dans la 3e circonscription de Paris (le secteur Batignolles-Les Epinettes dans le 17e arrondissement de Paris, et Grande-Carriere dans le 18e arrondissement), il rejoint Emmanuel Macron fin février 2017.
En juillet 2017, il rejoint le groupe PPCI au Conseil de Paris, composé de six élus LR (Marie-Laure Harel, Nathalie Kosciusko-Morizet, Thierry Hodent, Pierre Auriacombe et Patrick Trémège).
Pour les élections sénatoriales de 2017, il obtient la place de n°3 sur la liste La République en marche !  à Paris.

### Années 2020
En janvier 2020, il est pressenti à la troisième place sur la liste LREM menée par Benjamin Griveaux pour les élections municipales dans le 17e arrondissement de Paris. La démission de ce dernier et son remplacement par Agnès Buzyn auront raison de la candidature de Jérôme Dubus sur les listes LREM aux municipales de mars 2020 à Paris.
En 2024, il est membre du Pôle Idées du parti Horizons.

## Source bibliographique
- Notice « DUBUS (Jérôme) » dans le Who’s Who in France : 40e édition pour 2009 éditée en 2008  (ISBN 978-2-85784-049-7) et 41e édition pour 2010 éditée en 2009  (ISBN 978-2-85784-050-3).